# Linnaemya crosskeyi
Linnaemya crosskeyi är en tvåvingeart som beskrevs av Hiroshi Shima 1986. Linnaemya crosskeyi ingår i släktet Linnaemya och familjen parasitflugor. Inga underarter finns listade i Catalogue of Life.